# Manuel González Salmón
Manuel González Salmón, né le 20 octobre 1778 à Cadix en Espagne et mort le 18 janvier 1832 à Madrid, est un homme d'État et diplomate espagnol, secrétaire d'État du royaume d'Espagne en 1819 puis de 1826 à 1832. 

## Biographie
Il fut premier secrétaire à l'ambassade d'Espagne à Paris de 1814 à 1819, avant d'être nommé secrétaire d'État par intérim du 12 juin au 12 septembre 1819. Il devint ensuite ambassadeur en Saxe puis en Russie jusqu'en 1826, date à laquelle il prit une nouvelle fois la tête du gouvernement. 
En dépit du fait qu'il resta secrétaire d'État pendant six ans, une longévité politique exceptionnelle en Espagne, peu de choses sont connues de son passage au pouvoir. Cela est probablement dû au fait qu'il était dominé par Francisco Tadeo Calomarde et Luis López Ballesteros qui dirigeaient officieusement le cabinet. 
Il mourut en fonction en janvier 1832. 